# Доња Шемница
Доња Шемница је насељено место у саставу Града Крапине у Крапинско-загорској жупанији, Хрватска. До територијалне реорганизације у Хрватској налазила се у саставу старе општине Крапина.

## Становништво
На попису становништва 2011. године, Доња Шемница је имала 912 становника.

## Попис1991.
На попису становништва 1991. године, насељено место Доња Шемница је имало 1.076 становника, следећег националног састава:
| Попис 1991.‍   | Попис 1991.‍  | Попис 1991.‍ | Попис 1991.‍ | Попис 1991.‍ |
| ------------- | ------------ | ----------- | ----------- | ----------- |
|               |              |             |             |             |
| Хрвати        | Хрвати       |             | 1.060       | 98,51%      |
| Југословени   | Југословени  |             | 2           | 0,18%       |
| Муслимани     | Муслимани    |             | 1           | 0,09%       |
| Руси          | Руси         |             | 1           | 0,09%       |
| неопредељени  | неопредељени |             | 4           | 0,37%       |
| непознато     | непознато    |             | 8           | 0,74%       |
| укупно: 1.076 |              |             |             |             |